# Boccaccio (Suppè)

Die Operetten-Sängerin Löwy in der von Suppè bewusst als Hosenrolle komponierten Titelfigur des „Boccaccio“ (Foto: Atelier „Fernande“, Wien. Inhaber: August Leutner (1848–1927), Aus: „Photographische Rundschau“. 1892).

Boccaccio, oder Der Prinz von Palermo ist eine komische Oper bzw. Operette in drei Akten von Franz von Suppè. Das Libretto schrieben Camillo Walzel alias Friedrich Zell und Richard Genée, wobei allerdings Fiamettas Arie Hab ich nur deine Liebe, die Treue brauch ich nicht, die Vertonung eines bereits 1857 veröffentlichten Gedichtes von Suppès Freund Heinrich von Littrow ist. Die Operette, deren Libretto Suppè bereits seit Herbst 1876 vorlag, wurde am 1. Februar 1879 am Carltheater in Wien uraufgeführt und gilt als das erfolgreichste Bühnenwerk des Komponisten. Es handelt von Giovanni Boccaccio, dem berühmten Dichter des Decamerone, der hier selbst Held einer Liebesgeschichte wird.

## Orchester
Zwei Flöten, zwei Oboen, zwei Klarinetten, zwei Fagotte, vier Hörner, zwei Trompeten, drei Posaunen, großes Schlagwerk und Streicher

## Handlung

### Erster Akt
Bild: Platz mit Kirche und dem Hause Scalzas
Ausgelassen feiert das Volk von Florenz das Fest des Schutzpatrons der Stadt auf den Straßen und Plätzen. Vor der Kirche preist ein Buchhändler die neuesten Novellen Giovanni Boccaccios an, die das lockere Leben der Florentiner Frauen zum Gegenstand haben. Darüber sind die Ehemänner sehr erbost, glauben sie doch fest an die Treue ihrer Gattinnen. Sie warten nur auf die Gelegenheit, des Dichters habhaft zu werden, um ihn verprügeln zu können. Drei ehrbare Bürger, der Fassbinder Lotteringhi, der Gewürzkrämer Lambertuccio und der Barbier Scalza sind die Wortführer. Letzterer ist gerade von einer Reise in seine Heimatstadt zurückgekehrt, sehr zur Überraschung seiner Frau Beatrice, die ihn noch in der Fremde wähnte. Sie hat gerade Besuch von dem Studenten Leonetto, der sie sehr verehrt. Ihm hat sich dessen Freund Boccaccio angeschlossen. Beatrice gaukelt nun ihrem Mann vor, zwei sich streitende Studenten hätten sich gewaltsam Einlass in ihr Haus verschafft. Um Beatrices Bericht glaubhaft erscheinen zu lassen, kämpfen die „Eindringlinge“ zum Schein mit ihren Degen und beschimpfen sich wüst. Scalza fürchtet, in den Streit hineingezogen zu werden, und ergreift die Flucht.
Boccaccio ist in Fiametta, die Pflegetochter der Lambertuccios, verliebt. Die Schöne erwidert seine Liebe, ohne zu wissen, dass er der berühmte Dichter ist. Er macht sich auf die Suche nach ihr. Dabei trifft er auf Pietro, einen Prinzen aus Palermo. Der Herzog von Palermo möchte ihm gerne seine nichteheliche Tochter, die in Florenz lebt, zur Frau geben, und hat ihn deshalb zur Brautwerbung nach dort entsandt. Als Pietro erkennt, dass der junge Mann der von ihm so hoch geschätzte Dichter Boccaccio ist, will er gleich sein Schüler werden.
Die Ehemänner von Florenz glauben, in dem Prinzen den ihnen verhassten Dichter erkannt zu haben, und verabreichen ihm eine Tracht Prügel. Als sie merken, dass sie sich geirrt haben, machen sie ihrem Ärger Luft, indem sie sich auf den Buchhändlerkarren stürzen und ihn umkippen. Einem herumstehenden Bettler befehlen sie, die Schriften anzuzünden. Der Bettler ist aber kein anderer als Boccaccio selbst, der Verkleidungen liebt. Notgedrungen muss er seine eigenen Werke in Flammen setzen.

### Zweiter Akt
Bild: Platz vor den Häusern des Fassbinders und des Gewürzkrämers
Pietro hat ein Auge auf Isabella, die schöne Gattin des Fassbinders, geworfen und bringt ihr ein Ständchen dar, während Boccaccio Fiametta den Hof macht. Leonetto ist dazu ausersehen worden, sich einstweilen um die ältliche Petronella zu kümmern. Boccaccio und Pietro nutzen die Gunst der Stunde, solange die Hausherren in der Schänke zechen. Als Lotteringhi unerwartet nach Hause kommt, versteckt sich Pietro in einem Fass. Trotzdem wird er sofort von dem Ankommenden erkannt. Isabella ist jedoch um keine Ausrede verlegen; sie behauptet einfach, der Fremde sei ein Kunde und wolle die Qualität des Fasses genau prüfen.
Boccaccio hat sich als Bauernbursche verkleidet und dient sich dem gleichfalls heimkommenden Lambertuccio als Olivenpflücker an. Dabei macht er dem Leichtgläubigen weis, der Olivenbaum sei verhext. Von ihm aus sähe man nur sich küssende Pärchen. So kommt es, dass Lambertuccio seine Nachbarin Isabella mit dem Prinzen, seine Pflegetochter mit Boccaccio und – zu seinem großen Erstaunen – seine eigene Frau mit Leonetto traut vereint sieht. Plötzlich taucht Scalza auf und bereitet Boccaccios Schwindel ein jähes Ende. Er berichtet Lambertuccio, der junge Mann, den er auf seinem Anwesen sehe, sei tatsächlich der vermaledeite Dichter.
Auf der Jagd nach Boccaccio fällt den drei ehrsamen Florentiner Bürgern erneut ein Unschuldiger in die Hände: ein vom Herzog Beauftragter, der Fiometta, seine leibliche Tochter, abholen soll. Boccaccio, Pietro und Leonetto verhüllen rasch ihre Gesichter mit Teufelsmasken und kommen so ungeschoren davon.

### Dritter Akt
Bild: Schlosspark mit Gartenterrasse
Der Abgesandte war kein Geringerer als der Herzog selbst. Weder Pietro noch Fiametta ist glücklich darüber, dass sie der Herzog füreinander bestimmt hat. Pietros Herz schlägt immer noch für Isabella, und Fiametta geht der Fremde, den sie für einen Studenten hält, nicht aus dem Kopf. Die Ehemänner von Florenz wollen den Herzog ersuchen, Boccaccio des Landes zu verweisen, lassen aber davon ab, als sie erfahren, dass der Dichter des Herzogs volle Gunst genieße. Nach der Aufführung einer von Boccaccio verfassten Commedia dell’arte wird der Dichter zum Professor an der Florentiner Universität ernannt und darf seine geliebte Fiametta bald zum Traualtar führen.

## Musik
Mit Boccaccio hat Franz von Suppè ohne Zweifel den Gipfel seines Schaffens im Bereich Operette erklommen. Laut Meinung vieler Experten zählt dieses Werk neben Fledermaus und Bettelstudent zum Nonplusultra der klassischen Wiener Operette. Hatte Suppè auch in früheren Werken bereits eine hohe Meisterschaft erreicht, so kamen bei Boccaccio viele glückliche Umstände zusammen. Da haben zum einen die Librettisten F. Zell und Richard Genée, wie Hans-Dieter Roser es nennt, „eines der besten Bücher der Wiener Operette“ geschrieben. Zum anderen kam die italienische Atmosphäre des Buches Suppès Vorliebe für den italienischen Opernstil sehr entgegen. Und beflügelt durch den Welterfolg von Fatinitza konnte es sich Suppè leisten, maßgeblichen Einfluss auf das Buch zu nehmen. So ist ihm eine Musik von gleichbleibend hoher Qualität gelungen.
Die eigentliche Stärke des Werkes sind die groß angelegten Ensembles, wie sie uns in der Introduktion, den beiden Finales I und II oder auch in der Duellszene begegnen. Suppè erweist sich hier als großartiger Meister, der es als einer der ganz Wenigen beherrscht, opernhafte Strukturen handwerklich perfekt mit einem außerordentlichen Melodienreichtum zu verbinden. Als weitere musikalische Nummern sind besonders hervorzuheben:
- Das Marschlied des Boccaccio Das ist doch jedem klar
- Das romantische und gleichzeitig ironische Duett Fiametta/Peronella Die Glocken läuten hell und rein
- Das Lied Fiamettas Hab’ ich nur deine Liebe (Text von Suppès Freund Heinrich von Littrow)[4]
- Das Duett Boccaccio/Fiametta Ein armer Blinder flehet um Erbarmen
- Der Chorgesang der Studenten nach durchzechter Nacht Immerzu undici, dodici, tredici
- Die Serenade Ein Stern zu sein
- Das Walzerterzett Wonnevolle Kunde
- Das Fassbinderlied Tagtäglich zankt mein Weib
- Das Duett Boccaccio/Fiametta Mia bella fiorentina (Florenz hat schöne Frauen)

Alle diese Titel waren seinerzeit echte Schlager und sie wären es heute noch, wenn diese Operette öfter gespielt würde. Denn die gerühmten positiven Eigenschaften dieses Werkes stehen im krassen Widerspruch zu seiner Präsenz auf deutschsprachigen Bühnen oder im Rundfunk. Auf die Frage, warum dieses „Spitzenwerk der Goldenen Wiener Operette“ nicht ebenso geschätzt wird wie "Fledermaus, Zigeunerbaron, Bettelstudent oder andere Meisterwerke von Johann Strauß Sohn und Karl Millöcker” gibt es bis heute keine zufriedenstellende Antwort.